# María Carmen Nácher Pérez
María Carmen Nácher Pérez (Alcoi, 23 de juny de 1964) és una política valenciana, diputada a les Corts Valencianes en la IV, V i VI Legislatures.
Llicenciada en Geografia i Història, milita en el Partit Popular, del que en fou secretaria general del Comitè Executiu Local d'Alcoi. Fou escollida regidora a l'ajuntament d'Alcoi en les eleccions municipals espanyoles de 1995 i diputada a les eleccions a les Corts Valencianes de 1995 i 1999. Deixà l'escó en 2001 quan fou nomenada Directora General de Patrimoni Artístic (gener-novembre 2001) i Subsecretaria de la Conselleria de Cultura i Educació de la Generalitat Valenciana (juliol 2001 -abril 2003). Fou reescollida diputada a les eleccions a les Corts Valencianes de 2003 i fou vicepresidenta de la Comissió d'Agricultura, Ramaderia i Pesca. L'abril de 2014 fou nomenada membre del patronat de la Fundació Caja Mediterráneo.